# Halisahar
Halisahar là một thành phố và khu đô thị của quận North Twentyfour Parganas thuộc bang Tây Bengal, Ấn Độ.

## Địa lý
Halisahar có vị trí 22°57′B 88°25′Đ / 22,95°B 88,42°Đ Nó có độ cao trung bình là 15 mét (49 feet).

## Nhân khẩu
Theo điều tra dân số năm 2001 của Ấn Độ, Halisahar có dân số 124.479 người. Phái nam chiếm 54% tổng số dân và phái nữ chiếm 46%. Halisahar có tỷ lệ 76% biết đọc biết viết, cao hơn tỷ lệ trung bình toàn quốc là 59,5%: tỷ lệ cho phái nam là 81%, và tỷ lệ cho phái nữ là 70%. Tại Halisahar, 10% dân số nhỏ hơn 6 tuổi.